# 오타키정
오타키정(일본어: 大多喜町 오타키마치[*])은 일본 지바현 이스미군의 정이다. 정내의 오타키성은 도쿠가와 사천왕 중 한 명인 혼다 다다카쓰가 있던 곳으로 알려져 있다.

## 지리

### 지형
지바현 남부, 보소반도 중앙부에 위치한다. 동서 길이는 약 12km, 남북 길이는 약 19km이고, 지바현의 정촌 중에서 가장 면적이 넓다. 또 삼림이 면적의 약 70%를 차지한다. 남서부는 산이 많고 북동부로 가면서 고도가 낮아진다. 주 하천인 이스미강은 북동으로 굽이굽이 흐르고 요루강은 서부에서 북쪽으로 흐른다.

### 기후
연평균 기온은 15°C 내외이다. 겨울에는 최저 기온이 영하로 떨어지는 날도 있다. 연평균 강수량은 약 2,100mm 정도이다.

## 역사
- 1930년 4월 1일 - 국철 기하라선(현 이스미 철도 이스미선)이 개업하였다.
- 1954년 10월 5일 - 구 오타키정, 후사모토정, 니시하타촌, 가미타키촌, 오이카와촌이 합병해 현재의 오타키정이 탄생하였다.

## 인구
| 연도 | 인구   | ±%     |
| ---- | ------ | ------ |
| 1920 | 15,451 | —      |
| 1930 | 15,601 | +1.0%  |
| 1940 | 16,140 | +3.5%  |
| 1950 | 19,668 | +21.9% |
| 1960 | 17,247 | −12.3% |
| 1970 | 14,620 | −15.2% |
| 1980 | 13,612 | −6.9%  |
| 1990 | 13,218 | −2.9%  |
| 2000 | 12,121 | −8.3%  |
| 2010 | 10,677 | −11.9% |

## 교통

### 철도
- 이스미 철도 이스미선
- 고미나토 철도 고미나토 철도선

### 도로
- 국도 297호선
- 국도 465호선